# Arecales
De Arecales zijn een orde van eenzaadlobbige planten. De naam is gevormd uit de familienaam Arecaceae. Deze naam wordt de laatste decennia algemeen gebruikt door systemen van plantentaxonomie, inclusief het APG II-systeem (2003) en het APG III-systeem (2009), voor een orde met de volgende samenstelling:
- orde Arecales
  - familie Arecaceae (oftewel Palmae: de palmenfamilie)

Palmen zijn zeer aparte en herkenbare planten, zodat een eigen orde heel terecht is. Dit werd extra benadrukt door de naam Principes die in oudere systemen voor deze orde gebruikt werd: deze naam betekent de "eersten", de "prinsen", de "meest vooraanstaanden", etc.